# Vatica rassak
Espèce
Classification phylogénétique
Statut de conservation UICN

 LC  : Préoccupation mineure
Vatica rassak est un arbre tropical de la famille des Dipterocarpaceae.

## Répartition
On le trouve en Indonésie, Papouasie-Nouvelle-Guinée et aux Philippines.